# Carcoar
Carcoar är en ort i Australien. Den ligger i kommunen Blayney och delstaten New South Wales, i den sydöstra delen av landet, omkring 190 kilometer väster om delstatshuvudstaden Sydney. Antalet invånare är 503.
Trakten runt Carcoar är nära nog obefolkad, med mindre än två invånare per kvadratkilometer.. Närmaste större samhälle är Blayney, omkring 13 kilometer nordost om Carcoar. 
Trakten runt Carcoar består till största delen av jordbruksmark. Genomsnittlig årsnederbörd är 864 millimeter. Den regnigaste månaden är februari, med i genomsnitt 162 mm nederbörd, och den torraste är oktober, med 40 mm nederbörd.